# Big Love (televisieserie)
Big Love is een Amerikaanse televisieserie die wordt uitgezonden op HBO. De serie telt 53 afleveringen over vijf seizoenen die liepen van 12 maart 2006 tot en met 20 maart 2011. Het centrale thema van de serie is polygamie.
In Nederland werd de serie uitgezonden op Net5 en in Vlaanderen op Acht.

## Uitgangspunt
De serie gaat over een fundamentalistische mormoonse familie die aan polygamie doet. Hoofdpersonage Bill Henrickson (Bill Paxton) heeft drie vrouwen, Barb Henrickson (Jeanne Tripplehorn), Nicolette Grant (Chloë Sevigny) en Margene Heffman (Ginnifer Goodwin), die niet altijd even goed met elkaar overweg kunnen. De levensstijl van de familie is bovendien illegaal en moet daarom geheim blijven voor de buitenwereld. Henrickson is alleen met Barb voor de wet getrouwd.
Samen met Barb heeft Henrickson dochters Sarah (Amanda Seyfried) en Tancy (Jolean Wejbe) en zoon Ben (Douglas Smith). Met Grant kreeg hij zonen Wayne (Keegan Holst) en Ray (Garrett Gray). Met Margene heeft hij 2 zonen, "Aaron" en "Lester", en 1 dochter, genaamd "Nell". Dochter Sarah kan zich niet vinden in haar vaders polygame levensstijl. Zoon Ben ziet daarentegen zijn 'derde moeder' Heffman zelf wel zitten.

## Waardering
Big Love werd in 2006 genomineerd voor Emmy Awards voor de aantiteling, de regie van Rodrigo García en de casting. In 2008 volgde een vierde nominatie voor een gastrol van Ellen Burstyn. Daarnaast werden zowel de serie als hoofdrolspeler Bill Paxton in 2007 en 2008 genomineerd voor Golden Globes.